# خلقیات ما ایرانیان
خلقیات ما ایرانیان، نام کتابی از محمدعلی جمال‌زاده است که در سال ۱۳۴۳ نوشته شد و درسال ۱۳۴۵ انتشار یافت. یک اثر انتقادی راجع به رفتار ایرانیان است که نظرات ۲۹ نفر از اروپائیان را نسبت به ایرانیان بازنشر میکند.  نقدهای جمالزاده بر جامعۀ ایرانی با واکنش‎های تند حکومت روبرو شد. ظاهرا پس از یک سال از انتشار کتاب از محتوای آن باخبر میشوند! در سال ۱۳۴۶ آن را جمع‎ آوری کرده و گذرنامۀ ایرانی نویسنده و همسرش را تا دوسال توقیف کردند.

## پیش زمینه
در بهمن‌ماه ۱۳۴۲، طاهر رخشنده، مدیر مجلۀ مسائل ایران، از نویسندگان و صاحب‌نظران دعوت کرد تا دربارۀ «خلقیات یک ایرانی امروز» آینۀ تمام‌نمایی فراهم نمایند و به دفتر مجله بفرستند . یکی از جستارهای پرمایه که در تیر ۱۳۴۳ در آن نشریه به چاپ رسید، جستار بلندی بود از محمدعلی جمال‌زاده، به نام «خلقیات ما ایرانیان» کـه در ۸ قسمت و در ۸ شمارۀ پیاپی (س ۲، شم‍ ۹ ـ س ۳، شم‍ ۸) به چاپ رسید . چون این نوشتار و دیدگاه آن بسیار انتقادی، تند و صریح بود، نظر مخالف و موافق شماری از اندیشه‌ورزان آن روزگار را به خود جلب کرد و گفتمان تازه‌ای را در این میدان گشود . در ۱۳۴۵ ش، نشریۀ مذکور آن جستار را به صورت کتابی جداگانه به چاپ رساند .

## محتوای کتاب
این کتاب، کندوکاوی‌ است در مورد خصوصیت‌های اخلاقی ایرانیان.  جمالزاده یک نوع گردآوری از  نوشته‌های برجا مانده از بزرگان تاریخ در مورد خُلقیات ما ایرانیان را ابتدا در مجله مسائل ایران شماره ۴ نوشت.  البته جمالزاده در پایان کتاب دیدگاه خودش را هم اضافه کرده است. بعدها به درخواست انتشارات فروغی این مقاله مفصل به صورت کتاب منتشر شد. در این کتاب هدف جمالزاده بیشتر این بوده که به ما ایرانی‌ها بگوید نقاط ضعف و قوت ما از نگاه غیر ایرانی ها کدام است. البته در مورد رواج دروغ گویی  بین ایرانیان بیشتر تاکید شده است. در مجموع این کتاب به ما ایرانی‌ها عادت‌های خوب و  بد مان را با بیان  طنزی تلخ با رویکردی انتقادی به وقایع مملکت در دوران حکومت پهلوی نشان داده است. مهم ترین ویژگی کتاب این است که به خوبی خصوصیات اخلاقی ایرانی ها را بدون تعارف با ما در میان گذاشته است .  به همین دلیل می توان گفت انتشار این کتاب بیش از سایر کتاب های جمال زاده او را در بین ایرانیان مشهور کرد

## نمونه هایی از متن کتاب
میرزا آقاخان کرمانی در کتاب «سی مقاله» در حق هموطنان خود چنین نوشته است :
« کمتر کسی از اهالی ایران است که میرغضبی نداند یا ستم و تعدی نداند و ظلم و بی‌انصافی نپرورد و تمام سکنهٔ آن ویران و خرابه از طبقهٔ حکماء و وزرا گرفته تا حمال و بقال همه ستمگر و بی‌مروت و همه خونخوار و بی‌‌مرحمت و همه فریاد دارند  که چرا ما میرغضب باشی نیستیم و همه می‌خواهند ظالم منفرد و حاکم مستبد و جلادباشی باشند.»
سر هنری پاتینجر نوشته است:
« در میان خودی ایرانیان با همردیف و همشأن خویش مهربان و مؤدبند ولی در مقابل برتر از خود خاضع و متواضع و نسبت بزیردستان زورگو و متکبرند. تمام طبقات وقتی که مورد مناسبی پیدا شود متساویا خسیس و فرومایه و نادرستند و نیز از تفتین و جاسوسی در استفاده از آنچه خودشان استعداد فوق‌العاده میخوانند اباء ندارند، دروغ را در صورتی که موجب تسهیل انجام منظورشان باشد نه فقط مجاز بلکه خیلی هم بجا میدانند. از حسن‌نیت و بلندنظری و حقشناسی تماما بیگانه‌اند. در پایان این گفتار راجع باخلاق ایرانی بدون هیچگونه بیم و انکار در اثر مشاهدات شخصی خودم اصافه میکنم که بنظر من ایرانی در حال حاضر منشأ هر نوع جور و شقاوت و زبونی و بیدادگری و بزور تصرف مال غیر میباشد و مایهٔ ننگی است که طبیعت بشری را آلوده ساخته و در هیچ دوره و در میان هیچ ملتی مانند آن دیده شده است.»
سر جان مکدونالد در باب اخلاق ایرانیان بدینقرار اظهار نظر نموده است:
« ایرانیان چنانکه مشهور است نژادی خوش سیما و مردمانی مهان‌نواز میباشند و در مقابل مصائب بردباری و نسبت به بیگانگان مهربان هستند و در رفتار و کردار بینهایت مودب و ملایمند و حرکات و سکناتشان دلپذیر است. گفتارشان گیرنده و دلفریب و مصاحبتشان گوارا و دلپذیر است و لکن در عوض فاقد بسیاری از صفات پسندیده‌اند چنانکه در تمام فنون مکر و حیله و دروئی و ریاکاری ماهرند و نسبت بزیردستان شقی و غدار و در مقابل زبردستان افتاده و فروتن میباشند. ازین گذشته مردمی هستند بیرحم و کینه خواه و حریص فاقد ایمان و محروم از صفات قدرشناسی و شرافتمندی »
شاهزاده روسی الکسیس سولتیکف در سیاحت نامه خود بنام مسافرت به ایران خود درباب ایرانیان چنین نوشته است:
«درستی صفتی است که در ایران وجود ندارد و همین خود کافی است که این مملکت در نظر خارجیان نفرت‌انگیز بیاید .... دروغ بطوری در عادت و رسوم این طبقه [ طبقه نوکر و کاسب و دکاندار ] از مردم ایران ( و میتوان گفت تمام طبقات ) ریشه دوانیده است که اگر احیانا یک نفر از آنها رفتاری بدرستی بنماید و یا بقول و وعده خود وفا نماید چنان است که گویی مشکل‌ترین کار دنیا را انجام داده است و رسما از شما جایزه و پاداش و انعام توقع دارد.»
جیمز موریه انگلیسی می نویسد:
"در تمام دنیا مردمی به لاف زنی ایرانیان وجود ندارد. لاف و گزاف اساس وجود ایرانیان است. هیچ ملتی هم مانند ایرانیان منافق نیست و چه بسا همان موقعی که دارند با تو تعارف میکنند باید از شرشان بر حذر باشی... عیب دیگری هم که دارند دروغگوئی است که از حد تصور خارج است.. یکی از وزرا به یکی از اعضای سفارت فرانسه می گفت «ما در روز پانصد بار دروغ می گوئیم و با وجود این کارمان همیشه خرابست»... ایرانیان لبریزند از خودپسندی و شاید بتوان گفت که در تمام دنیا مردمی پیدا نشود که باین درجه بشخص خودشان اهمیت بدهند و برای خودشان اهمیت قایل باشند."
اما جناب گوبینو، دیپلمات و دانشمند  فرانسوی به جای اشاره به ظواهر، به بیان علل ریاکاری ایرانیان می پردازد و می‌نویسد:
"برای چه ایرانی اینقدر ریاکار شده و چرا تا این اندازه در تقدس و اظهار  زهد غلو مینماید و حال آنکه باطناً اینقدرها مومن نیست و بچه سبب غالب این مردم  حرفی را که میزنند غیر از آنست که در حقیقت فکر میکنند و بقول خودشان زبانشان در  گرو دل دگر است... هر مذهبی که وارد ایران شود به دوروئی و شک و تردید جبلی  ایرانیان برخورد خواهد کرد. ایرانی ملتی است که از چند هزار سال قبل از این با  صدها مذهب مختلف بکنار آمده است و خصوصاً مساله مذاهب پنهانی بطوری این  ملت را شکاک و دو رنگ و بوقلمون صفت بار آورده است که محال است شخصی بتواند  بگفتهء آنها اعتماد نماید زیرا هر چه میگویند غیر از آنست که فکر میکنند و آنچه  فکر میکنند غیر از گفتار آنهاست." 

## خصوصیات ایرانیان

### خصوصیات مثبت
مهمان نوازی
خوش مشربی
قابلیت انعطاف
هوشمندی
خوش‌گفتاری
شهامت
مهربانی
ادب 
بردباری

### خصوصیات منفی
دروغگویی
دورویی و نفاق
شهوترانی
لاابالیگری
زورگیری
حرص
لاف زنی
رشوه خواری
سستی شخصیت
ساخت و پاخت کاری
سرهم بندی
تنبلی
بیرحمی
کینه توزی
حریص بودن
قدر ناشناسی
بی وفایی
خودپسندی
افتخار به تاریخ
فریب‌کاری
ستم‌پذیری و ستمگری
نادانی 
خرافاتی بودن
نداشتن روحیۀ پژوهش 
ترس

## ارجاعات
جمالزاده به عنوان کردن نظرات نویسندگان شرق شناسان و افسرانی که در نوشته های خود از خصوصیات اخلاقی ایرانیان میگویند میپردازد از جمله:
امیانوس مارسلینوس
هرودوت
دو گوبینو
ادوارد براون
هنری پاتینجر
دکتر ژان باتیست فوریه
جیمز موریه
گوته
شاردن
ولتر
راولینسن
سر جان ملکم
هانری مارتین
گوستاو لوبون
پرسی سایکس
ژان لارتگی
هانری گوبلو
تئودور‌ نولدکه
سر جان مکدونالد
آلکسی سولتیکف
ونسان مونتی
کلمان اوار
متنبی شاعر عرب
مسعودی
ابن قتیبه دینوری
میرزا آقاخان کرمانی
عبدالله بن مقفع
وحشی بافقی
سدهی اصفهانی
قائم‌مقام فراهانی
علامه محمد قزوینی
سید حسن تقی‌زاده
ابراهیم خواجه‌نوری
عارف قزوینی

## واکنشها
پس از چاپ نخست کتاب در سال ۱۳۴۵ ش، چاپ دوبارۀ آن ممنوع، و جمال‌زاده نیز مغضوب حکومت وقت شد و از برخی کارهای فرهنگی برکنار گردید  اداره نگارش وزارت فرهنگ گزارشی منتشر میکند و مؤلف کتاب را متهم می‌سازد«که هرجا کسی به مفاخر تاریخی ایران دشنامی بدهد،دلشان بحال‌ می‌آید و ناز شصت می‌دهند... همیشه نوشته‌ها و اشارات و کنایات او ته مزهء تلخی دارد.یک‌ نوع بدبینی و منفی بافی خاصی در نوشته‌ها و آثار او سایه انداخته و نسبت به تاریخ و مذهب این قوم با نظر نامساعد و حتی استهزاآمیزی اظهار عقیده می‌کند.گویی دلش از جایی آزرده و قصد انتقامجویی و کینه‌توزی دارد.زیرکانه و رندانه از این ملت و از این‌ دستگاه انتقام می‌گیرد.شاید آن چنان‌که دشمنانش می‌گویند تمایلات خاص مذهبی‌ او را به این راه کشانده و واقعهء قتل پدرش سید جمال واعظ[به فرمان محمد علی شاه‌ قاجار]که او نیز در زمان خودش متهم به پاره‌ای اتهامات بود دل او را بدرد آورده.....گزارش مأمور بررسی‌ کتاب می‌گوید پس از دوبار چاپ خلقیات ما ایرانیان در ایران،آب رفته را نمی‌توان به جوی برگردانید.ولی بنظر می‌رسد کسی یا کسانی پس از چاپ کتاب در سال 1345 در تهران،مطالبی علیه آن با مقامهای بلند پایهء دولتی و از جمله نخست وزیر وقت امیر عباس هویدا در میان می‌نهند و بعیدنیست بررسی کتاب در ادارهء نگارش بر اثر این مراجعات صورت گرفته باشد. نخست وزیر از یکی از وزیران خود می‌خواهد کتاب خلقیات ما ایرانیان را که چاپ و منتشر شده بوده است بخواند،و نظر و رای خود را به او اطلاع بدهد. این وزیر پس از مطالعهء کتاب،می‌گوید:
جمال‌زاده از خویش چیزی ننوشته،کتاب مجموعه‌ای است از نقل قولها اعم‌از خوب و بد دربارهء ایرانیان.بعلاوه لحن مؤلف کتاب نیز حاکی از آن است که مقصود وی از تألیف‌ کتاب اصلاح جامعه و مردم ایران است.معلوم می‌شوند و در نتیجهء داوری اینان کتاب را پس از این‌که یک سال یا یک سال و نیم در کتابفروشیها بفروش می‌رسیده است جمع‌ آوری می‌کنند،و احتمالا همزمان با جمع‌آوری کتاب است که گذرنامهء ایرانی مؤلف‌ کتاب و همسرش را می‌گیرند(ص:ج،چ)و پس از گذشت دو سال گذرنامه‌ها راب ه‌ آنان باز می‌گردانند.